# Métrolinie 13 (Paris)
| Karte |                             |  |  |  |                                     |                             |
| Streckenlänge: | 24,3 km                     |  |  |  |                                     |                             |
| Spurweite: | 1435 mm (Normalspur)        |  |  |  |                                     |                             |
| |                             |  |  |  |                                     |                             |
| Eröffnung: | 1910                        |  |  |  |                                     |                             |
| Fahrgäste (täglich): | 315.000                     |  |  |  |                                     |                             |
| Stationen: | 32                          |  |  |  |                                     |                             |
| \| \| \| \| \| \| Wende- und Abstellgleis \| \| \| Wende- und Abstellgleise \| Wende- und Abstellgleise \| \| \| \| Saint-Denis – Université \| Saint-Denis – Université \| \| Asnières – Gennevilliers \| Asnières – Gennevilliers \| \| \| \| Basilique de Saint-Denis \| Basilique de Saint-Denis \| \| \| \| \| \| \| Saint-Denis – Porte de Paris \| \| \| Les Agnettes \| Les Agnettes \| \| \| \| Canal Saint-Denis \| Canal Saint-Denis \| \| Gabriel Péri \| Gabriel Péri \| \| \| \| Carrefour Pleyel \| Carrefour Pleyel \| \| \| \| \| \| \| Betriebshof Pleyel \| \| \| Seine \| Seine \| \| \| \| Mairie de Saint-Ouen \| Mairie de Saint-Ouen \| \| \| \| \| \| \| Garibaldi \| \| \| Mairie de Clichy \| Mairie de Clichy \| \| \| \| Wende- und Abstellgleise \| Wende- und Abstellgleise \| \| Wendeschleife \| Wendeschleife \| \| \| \| Porte de Saint-Ouen \| Porte de Saint-Ouen \| \| Porte de Clichy \| Porte de Clichy \| \| \| \| Petite Ceinture \| Petite Ceinture \| \| Brochant \| Brochant \| \| \| \| Guy Môquet \| Guy Môquet \| \| \| \| \| \| \| \| \| \| \| \| \| \| \| La Fourche \| \| \| \| \| \| \| \| Place de Clichy \| \| \| \| \| \| \| \| Liège \| \| \| \| \| \| \| \| Verbindungsgleis zur Linie 12 \| \| \| 03 09 12 14 E \| 03 09 12 14 E \| \| \| \| Saint-Lazare \| Saint-Lazare \| \| \| \| \| \| \| RER A \| \| \| \| \| \| \| \| Miromesnil \| \| \| 01 \| 01 \| \| \| \| Champs-Élysées – Clemenceau \| Champs-Élysées – Clemenceau \| \| \| \| \| \| \| Seine \| \| \| \| \| \| \| \| ehem. Verbindungsgleis zur Linie 8 \| \| \| ehem. Betriebshof Invalides \| ehem. Betriebshof Invalides \| \| \| \| Invalides \| Invalides \| \| Verbindungsgleis zur Linie 8 \| \| \| \| \| \| \| \| \| \| \| \| \| Varenne \| \| \| \| \| \| \| \| Saint-François-Xavier \| \| \| \| \| \| \| \| Duroc \| \| \| \| \| \| \| \| ehem. Verbindungsgleis zur Linie 10 \| \| \| \| \| \| \| \| Verbindungsgleis zur Linie 12 \| \| \| 04 06 12 \| 04 06 12 \| \| \| \| Montparnasse – Bienvenüe \| Montparnasse – Bienvenüe \| \| \| \| \| \| \| Gaîté \| \| \| \| \| \| \| \| Pernety \| \| \| \| \| \| \| \| Plaisance \| \| \| \| \| \| \| \| Petite Ceinture \| \| \| \| \| \| \| \| Porte de Vanves \| \| \| \| \| \| \| \| Wende- und Abstellgleis \| \| \| \| \| \| \| \| Malakoff – Plateau de Vanves \| \| \| LGV Atlantique \| \| \| \| \| \| \| \| \| \| \| \| \| Malakoff – Rue Étienne Dolet \| \| \| \| \| \| \| \| Châtillon – Montrouge \| \| \| \| \| \| \| \| Wende- und Abstellgleise \| \| \| \| \| \| \| \| Betriebshof Châtillon \| \| |                             |  |  |  |                                     |                             |
| |                             |  |  |  | Wende- und Abstellgleis             |                             |
| Wende- und Abstellgleise | Wende- und Abstellgleise    |  |  |  | Saint-Denis – Université            | Saint-Denis – Université    |
| Asnières – Gennevilliers | Asnières – Gennevilliers    |  |  |  | Basilique de Saint-Denis            | Basilique de Saint-Denis    |
| |                             |  |  |  | Saint-Denis – Porte de Paris        |                             |
| Les Agnettes | Les Agnettes                |  |  |  | Canal Saint-Denis                   | Canal Saint-Denis           |
| Gabriel Péri | Gabriel Péri                |  |  |  | Carrefour Pleyel                    | Carrefour Pleyel            |
| |                             |  |  |  | Betriebshof Pleyel                  |                             |
| Seine | Seine                       |  |  |  | Mairie de Saint-Ouen                | Mairie de Saint-Ouen        |
| |                             |  |  |  | Garibaldi                           |                             |
| Mairie de Clichy | Mairie de Clichy            |  |  |  | Wende- und Abstellgleise            | Wende- und Abstellgleise    |
| Wendeschleife | Wendeschleife               |  |  |  | Porte de Saint-Ouen                 | Porte de Saint-Ouen         |
| Porte de Clichy | Porte de Clichy             |  |  |  | Petite Ceinture                     | Petite Ceinture             |
| Brochant | Brochant                    |  |  |  | Guy Môquet                          | Guy Môquet                  |
| |                             |  |  |  |                                     |                             |
| |                             |  |  |  | La Fourche                          |                             |
| |                             |  |  |  | Place de Clichy                     |                             |
| |                             |  |  |  | Liège                               |                             |
| |                             |  |  |  | Verbindungsgleis zur Linie 12       |                             |
| 03 09 12 14 E | 03 09 12 14 E               |  |  |  | Saint-Lazare                        | Saint-Lazare                |
| |                             |  |  |  | RER A                               |                             |
| |                             |  |  |  | Miromesnil                          |                             |
| 01 | 01                          |  |  |  | Champs-Élysées – Clemenceau         | Champs-Élysées – Clemenceau |
| |                             |  |  |  | Seine                               |                             |
| |                             |  |  |  | ehem. Verbindungsgleis zur Linie 8  |                             |
| ehem. Betriebshof Invalides | ehem. Betriebshof Invalides |  |  |  | Invalides                           | Invalides                   |
| Verbindungsgleis zur Linie 8 |                             |  |  |  |                                     |                             |
| |                             |  |  |  | Varenne                             |                             |
| |                             |  |  |  | Saint-François-Xavier               |                             |
| |                             |  |  |  | Duroc                               |                             |
| |                             |  |  |  | ehem. Verbindungsgleis zur Linie 10 |                             |
| |                             |  |  |  | Verbindungsgleis zur Linie 12       |                             |
| 04 06 12 | 04 06 12                    |  |  |  | Montparnasse – Bienvenüe            | Montparnasse – Bienvenüe    |
| |                             |  |  |  | Gaîté                               |                             |
| |                             |  |  |  | Pernety                             |                             |
| |                             |  |  |  | Plaisance                           |                             |
| |                             |  |  |  | Petite Ceinture                     |                             |
| |                             |  |  |  | Porte de Vanves                     |                             |
| |                             |  |  |  | Wende- und Abstellgleis             |                             |
| |                             |  |  |  | Malakoff – Plateau de Vanves        |                             |
| LGV Atlantique |                             |  |  |  |                                     |                             |
| |                             |  |  |  | Malakoff – Rue Étienne Dolet        |                             |
| |                             |  |  |  | Châtillon – Montrouge               |                             |
| |                             |  |  |  | Wende- und Abstellgleise            |                             |
| |                             |  |  |  | Betriebshof Châtillon               |                             |

Die Linie 13 der Pariser Métro verläuft in Nord-Süd-Richtung durch Paris. Sie gabelt sich im Norden in zwei Äste und verbindet die Stationen Asnières – Gennevilliers – Les Courtilles bzw. Saint-Denis – Université im Norden mit Châtillon – Montrouge im Süden der französischen Hauptstadt. Sie ist die Linie des Pariser Metronetzes mit der größten Streckenlänge, wenn ihre beiden Zweige zusammengezählt werden.

## Geschichte

### Baugeschichte
Die heutige Linie 13 entstand aus zwei Linien: Der ehemaligen „Linie B“ der Société du chemin de fer électrique souterrain Nord-Sud de Paris (kurz Nord-Sud genannt) und der alten Linie 14. Die Linie B wurde am 26. Februar 1911 auf dem Abschnitt von Saint-Lazare zur Station Porte de Saint-Ouen eröffnet, eine Zweigstrecke von La Fourche zur Porte de Clichy folgte am 20. Januar 1912. Die Station La Fourche (dt. so viel wie: die (Ast-)Gabel) wurde aus Sicherheitsgründen in zwei Ebenen ausgeführt: oben zwei Gleise stadtaus- und -einwärts, unten eines – vom Nordostast kommend – in Richtung Innenstadt. Dies brachte den Vorteil, dass auf keinem Gleis mit Kreuzungsverkehr gerechnet werden musste. Diese Strecke führt durch Arbeiterviertel, was ihr von Anfang an ein hohes Verkehrsaufkommen bescherte.
Linie 14 (alt) war ebenfalls ursprünglich als „Linie C“ von der Nord-Sud geplant worden. Gebaut wurde sie jedoch erst ab 1934 durch die Compagnie du chemin de fer métropolitain de Paris (CMP) – diese hatte 1930 die Nord-Sud und mit ihr die Linie B übernommen, die nun als „Linie 13“ geführt wurde. Am 21. Januar 1937 wurde der Abschnitt zwischen Porte de Vanves und Avenue du Maine (heute Montparnasse – Bienvenüe) eröffnet. Ein halbes Jahr später (27. Juli 1937) wurde sie erweitert, die Verlängerung war jedoch kein kompletter Neubau. Es ist der Abschnitt Duroc – Invalides der Linie 10. Diese wurde nach Westen gelenkt, der verwaiste Nordabschnitt wurde über eine kurze Neubaustrecke (Duroc – Avenue du Maine) an die 14 (alt) angebunden. Die Station Montparnasse – Bienvenüe bestand früher aus den beiden Einzelstationen Montparnasse (Linien 4 und 12) sowie Bienvenüe (Linien 10 und 14 (alt)). Diese wurden nun über einen langen Verbindungstunnel verknüpft, so dass eine gemeinsame Station entstand.
Die Verlängerung der Linie 13 von Porte de Saint-Ouen zur Station Carrefour Pleyel wurde vor dem Zweiten Weltkrieg begonnen, jedoch ruhten die Baumaßnahmen während der deutschen Besatzung und wurden erst nach der Befreiung von Paris Ende 1944 wiederaufgenommen. Am 30. Juni 1952 ging der Abschnitt in Betrieb. Im September 1951 wurde der erste MA-Zug an die RATP ausgeliefert, von Februar 1952 bis Mai 1953 wurde die Linie 13 komplett auf diese Baureihe umgestellt.
Einer der ersten Pläne für das RER-Netz war eine Verknüpfung der Bahnhöfe Montparnasse und Saint-Lazare. Man erkannte jedoch, dass eine Verknüpfung der Linien 13 und 14 (alt) zu einem Bruchteil der Kosten zu realisieren wäre. Außerdem konnte man mehrere positive Zusatzeffekte ausnutzen: Die stark belastete 13 kam so zu einer höheren Kapazität und die ebenfalls chronisch überlastete Linie 12 konnte entlastet werden. Die Neubaustrecke stellte weiterhin Anschlüsse zur wichtigen Ost-West-Linie 1 und zur Metrolinie 9 her.
Die Verknüpfung erfolgte in 3 Etappen: Saint-Lazare – Miromesnil am 27. Juni 1973, Miromesnil – Champs-Elysées–Clemenceau (Grand Palais) am 18. Februar 1975 und das letzte Teilstück Champs-Elysées–Clemenceau (Grand Palais) – Invalides am 9. November 1976. Die alte Kehrschleife am Bahnhof Invalides wurde nach Inbetriebnahme der Verlängerung weiterhin zum Abstellen von Zügen benutzt. Die neu entstandene Linie erhielt die Nummer 13.
Am 20. Mai 1976 wurde der Nordast von Carrefour Pleyel zur Station Saint-Denis Basilique erweitert. Am 9. November 1976 (Datum des Zusammenschlusses) ging auch eine Süderweiterung in Betrieb, zwischen Porte de Vanves und Châtillon–Montrouge
Am 9. Mai 1980 ging eine weitere Verlängerung im Nordwesten in Betrieb, zwischen Porte de Clichy und Gabriel Péri; fast 20 Jahre später, am 25. Mai 1998, der (vorerst) letzte Nordost-Abschnitt Saint-Denis Basilique–Saint-Denis–Université. Der neueste Abschnitt der Linie 13 insgesamt wurde am 14. Juni 2008 in Form einer weiteren Verlängerung des nordwestlichen Linienastes von Gabriel Péri bis zur Station Les Courtilles eröffnet.

### Zweiter Weltkrieg
Als Frankreich am 3. September 1939 Deutschland den Krieg erklärte, wurde neben anderen Linien auch die damalige Linie 14 (Abschnitt der heutigen Linie 13 zwischen Invalides und Porte de Vanves) vollkommen geschlossen. Grund war die Einberufung vieler Mitarbeiter der Métro zum Militär. Am 30. September 1939 wurde die Linie – zunächst zwischen Duroc und Porte de Vanves – wieder eröffnet.

### Umbenannte Stationen

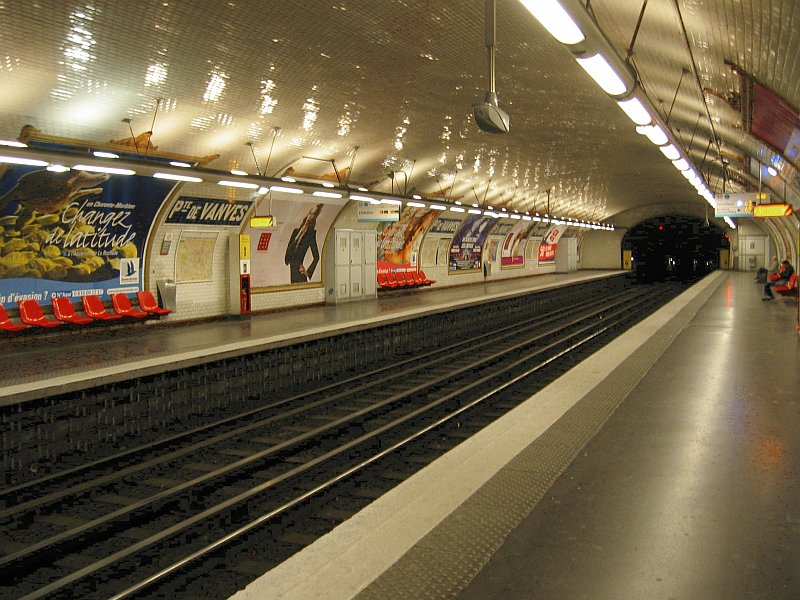
Bahnhof Porte de Vanves der Métrolinie 13

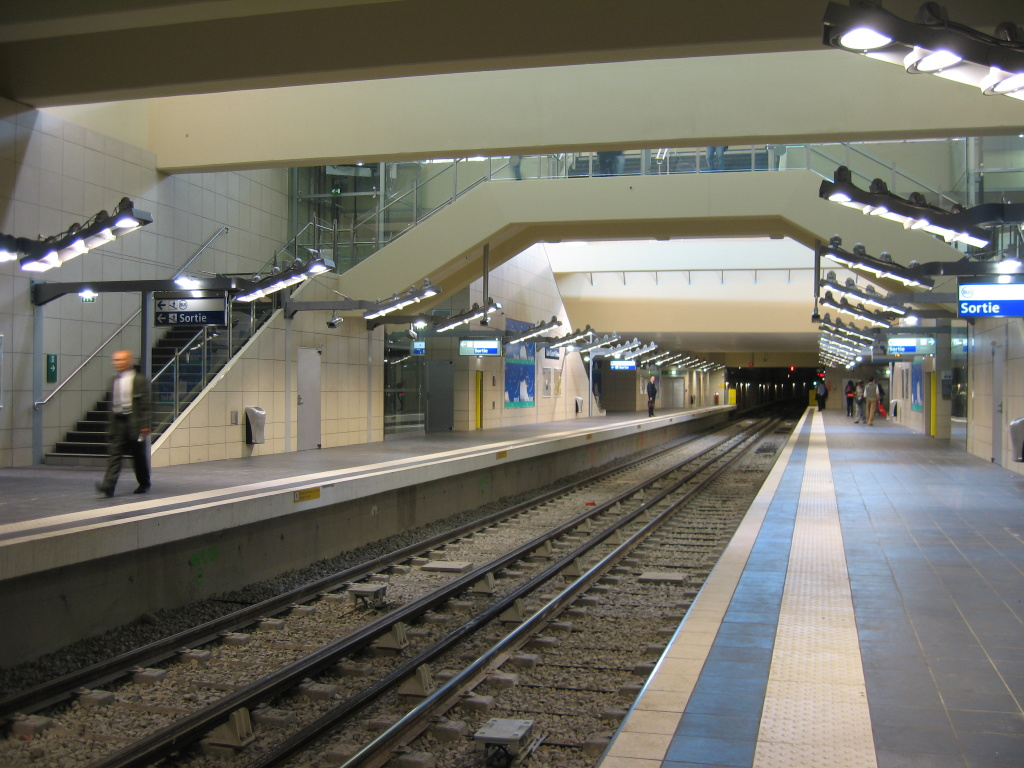
Ein moderner Endbahnhof: Les Courtilles

Im Lauf der mehr als 100-jährigen Geschichte der Pariser Metro änderte sich die Bezeichnung einer ganzen Reihe von Stationen. Einige Stationen wurden sogar mehrmals umbenannt. Auf der Linie 13 waren folgende Stationen betroffen:
| heutiger Name               | seit | frühere(r) Name(n)                             | Bemerkung                                                                       |
| --------------------------- | ---- | ---------------------------------------------- | ------------------------------------------------------------------------------- |
| Liège                       | 1914 | Berlin                                         |                                                                                 |
| Champs-Élysées – Clemenceau | 1931 | Champs-Élysées                                 |                                                                                 |
| Montparnasse – Bienvenüe    | 1942 | Montparnasse                                   | Zusammenlegung der ursprünglich getrennten Stationen Montparnasse und Bienvenüe |
| Guy Môquet                  | 1946 | bis 1912: Marcadet 1912–1946: Marcadet-Balagny |                                                                                 |
| Basilique de Saint-Denis    | 1998 | Saint-Denis – Basilique                        |                                                                                 |
| Gabriel Péri                | 2008 | Gabriel Péri – Asnières – Gennevilliers        | Verlängerung der Strecke bis Asnières – Gennevilliers – Les Courtilles          |

Im Berufsverkehr (6:30–9:00 und 17:00–19:00 Uhr) werden die Äste im Verhältnis zwei (Asnières–Gennevilliers Les Courtilles) zu drei (Saint-Denis) bedient, sonst abwechselnd.

### 13bis
Porte de Clichy – Saint Lazare wurde nicht immer von der 13 befahren. Einige Jahre erfolgte ein Pendelbetrieb unter der Liniennummer 13bis zwischen Porte de Clichy und La Fourche.

## Technische Neuerungen und Fahrzeuge

### Fahrzeuge
Schon vor der Fusion der Linie 13 und der Linie 14 (alt) wurden auf letzterer Züge des Typs MF 67 eingesetzt, nach der Fusion waren es praktisch nur diese Fahrzeuge, welche den Verkehr ausführten.
1978 wurde die Linie 13 als erste mit MF77-Fahrzeugen ausgestattet. Der erste Zug dieses Typs kam am 27. September 1978 auf die Strecke.

### Zentrale Leitstelle und Pilotage automatique
Bereits 1974 wurde auf der Linie 13 eine zentrale Leitstelle PCC eingerichtet.
1977 wurde die (halb)automatische Zugsteuerung pilotage automatique eingeführt.

### Bahnsteigtüren

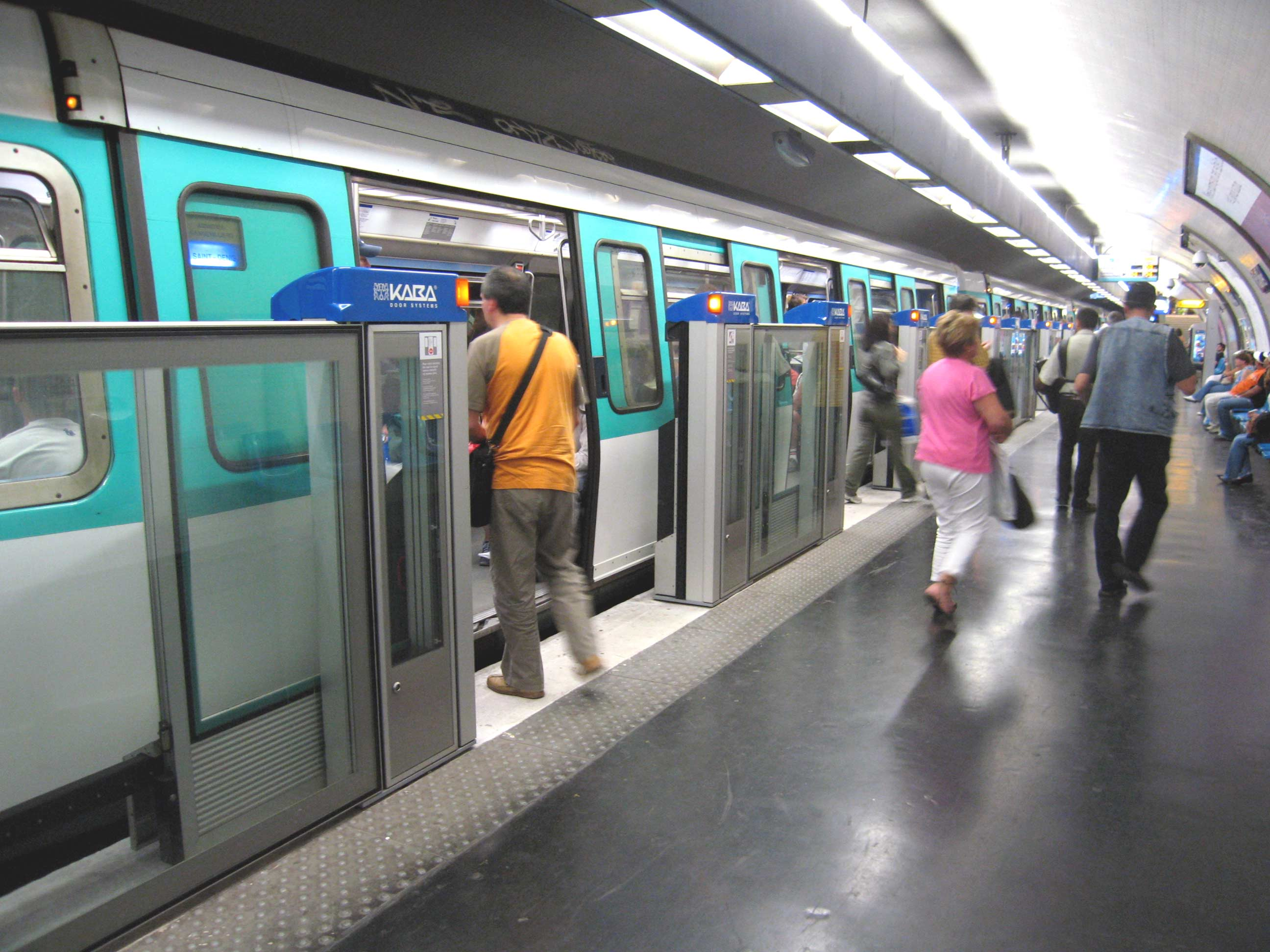
Bahnsteig der Station Invalides mit Bahnsteigtüren während der Versuchsphase

Die ersten Bahnsteigtüren bei der Pariser Metro überhaupt wurden auf der Linie 13 eingebaut. Im Jahr 2006 wurden insgesamt drei Bahnsteige mit drei verschiedenen Typen von Bahnsteigtüren zu Testzwecken versehen. Es handelte sich um die beiden Bahnsteige der Station Saint-Lazare und um den östlichen Bahnsteig der Station Invalides, an dem die Zügen in Richtung Norden abfahren. Mit den hier gemachten Erfahrungen wurde dann über die Bestellung der Bahnsteigtüren für die Linie 1 entschieden.
Die Errichtung einer automatischen Zugwendeanlage in der Endstation Châtillon – Montrouge mit fahrerlosem Gleiswechsel vom Ankunftsgleis auf das Abfahrtsgleis im Jahr 2008 machte dort den Einbau von Bahnsteigtüren unumgänglich.
Noch bevor die Linie 1 vollständig mit Bahnsteigtüren ausgerüstet war, wurden schließlich 12 der wichtigsten und verkehrsreichsten Stationen der Linie 13 zwischen Ende 2009 und 2012 mit Bahnsteigtüren ausgerüstet. Davon betroffen sind folgende Streckenabschnitte: Zwischen Saint-Lazare und Montparnasse – Bienvenüe; zwischen Place de Clichy und Saint-Denis – Porte de Paris; und die Station Basilique de Saint-Denis.

## Projekte

### Verbesserungen von Technik und Infrastruktur

#### Verkehrsverdichtung durch Computergestütztes Leitsystem

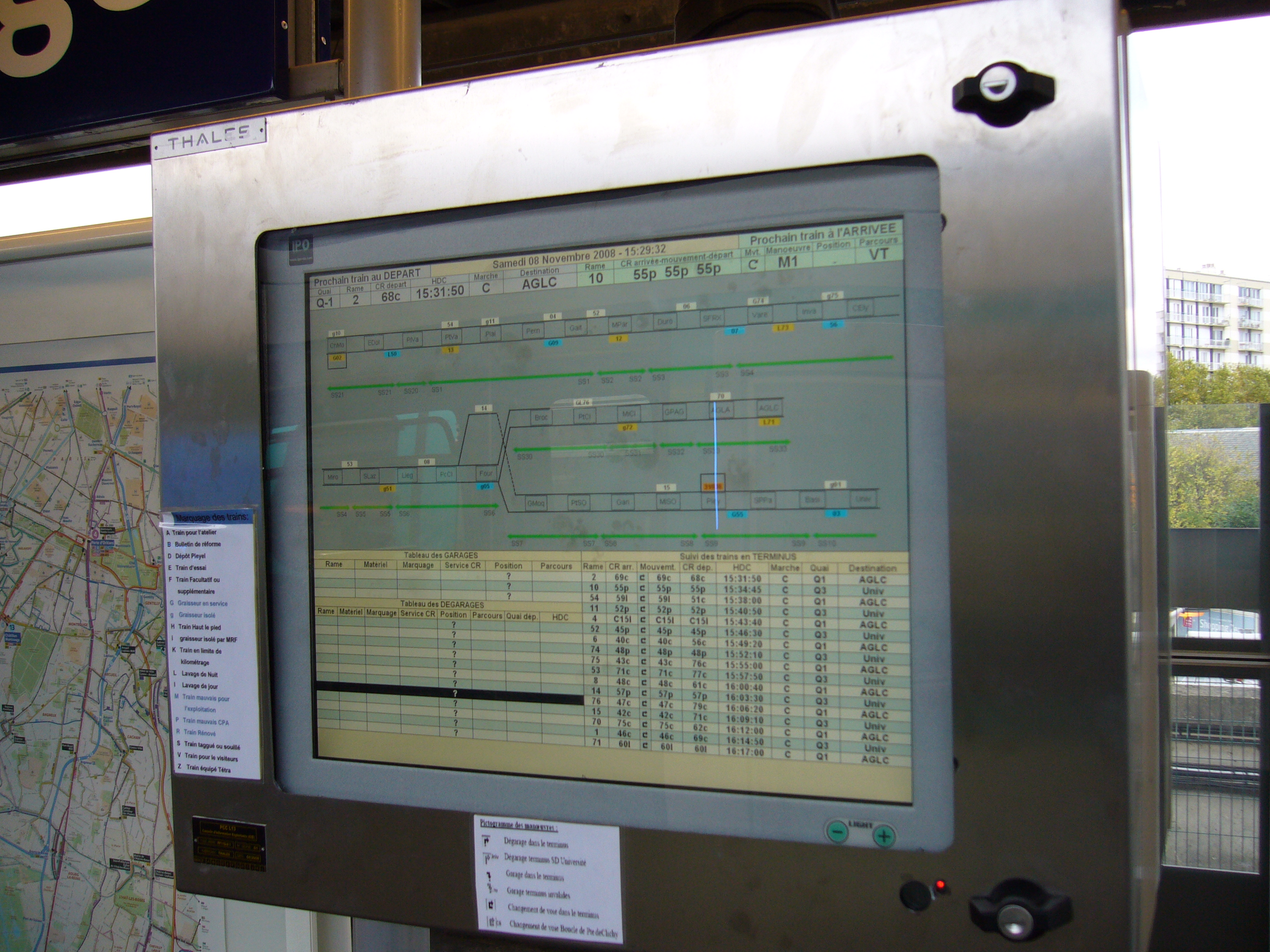
Überwachungsbildschirm der OURAGAN-gesteuerten Zugwendeanlage Châtillon-Montrouge

Die Zugverkehr soll auf der Linie 13 durch die Verwendung eines Zugleitsystems vom Typ CTBC mit dem Kunstnamen OURAGAN (=Offre urbaine renouvelée et améliorée gérée par un automatisme nouveau) beschleunigt werden. Der Auftrag war im Jahr 2003 ursprünglich an Alcatel vergeben worden. Wenig später wurde die für das Projekt zuständige Sparte von Thales übernommen. Mit dem neuen Leitsystem sollte eine Verringerung des Zugabstands von 100 s auf 90 s erreicht werden. Es war eine Inbetriebnahme im Jahr 2007 vorgesehen, aber ein Jahr zuvor bemerkte man, dass die vorgeschlagene Lösung nicht alle Vorgaben des Pflichtenhefts erfüllt – vor allem auf dem Sektor Sicherheit. So wurde eine Zeitlang das Jahr 2011 für die Einführung genannt. Es geht darum, dass die Anlage des Zuges die seitlichen Signalanlagen ignorieren und stattdessen die vom Zentralrechner der Leitstelle vorgegebene Geschwindigkeit einhalten muss.
Die fahrerlose Zugwendeanlage der Endstation Châtillon-Montrouge – welche von OURAGAN gesteuert wird – erlaubte es immerhin, die Zugfolge um 5 s zu verringern.
Im Frühjahr 2015 stellt sich die Lage so dar: Die 66 Züge der Baureihe MF77, welche auf der Linie 13 verkehren, sind mit den OURAGAN-Bordgeräten ausgestattet. Die ersten Züge führen – außerhalb der öffentlichen Betriebs – Testfahrten durch, um die Sicherheitsvorgaben des Systems zu prüfen. Man hofft, dass im Laufe des Jahres 2016 OURAGAN in den täglichen Betrieb übernommen werden kann.

#### Umstellung auf automatisierten Betrieb
Nach Umstellung der Linien 1 und 4 soll auch die Linie 13 auf automatisierten Betrieb umgestellt werden. Dazu sollen ab Mitte 2027 Züge der Baureihe MF19 auf der Linie Einzug erhalten und die alten Wagen ersetzen. In einer zweite Phase sollen danach die notwendigen Schritte unternommen werden, um eine komplette Automatisierung der Linie erreichen zu können. Der Abschluss dieses Prozesses sei bis 2035 geplant. Danach wäre die Linie 13 nach den Linien 1, 4 und 14 die vierte vollautomatisierte Métrolinie Paris’, zeitgleich auch die erste der Stadt, auf der konventionell betriebene Zugeinheiten verkehren. Die Kosten für die Umstellung lassen sich nach aktuellem Stand auf etwa 837 Millionen Euro beziffern.

### Streckenverlängerungen
- Eine Verlängerung des nordwestlichen Zweiges bis zur Station Asnières-Gennevilliers – Les Courtilles ist bereits seit 2008 fertiggestellt. Die gewünschte Verlängerung der Strecke bis Port de Gennevilliers ist allerdings im Streckenentwicklungsplan von 2012 nicht mehr enthalten.
- Für den anderen nördlichen Zweig (Saint-Denis) ist eine Verlängerung bis nach Stains geplant, wo mit Stains–La Cerisaie ein Umsteigebahnhof zur geplanten Tram Express Nord entstehen könnte.
- Aufgrund des hohen Verkehrsaufkommens auf den Teilstrecken der Linie 13 suchte man schon seit längerer Zeit nach Entlastungsmöglichkeiten. Bis Ende 2017 sollte folgende Planung realisiert werden (allerdings wurde sie erst Ende 2020 in Betrieb genommen): Die Linie 14 wurde um 5,5 km nach Norden verlängert. Es entstanden vier neue Stationen: Pont-Cardinet, Porte de Clichy (Umstieg zum Nordwestzweig der Linie 13), Clichy-St-Ouen-RER C (Umstieg zur RER C) und Mairie de Saint-Ouen (Umstieg zum Nordostzweig der Linie 13). Durch diese Maßnahme hoffte man, die Linie 13 um mehr als 20 % der Fahrgastzahlen entlasten zu können. Die Verlängerung der Linie 14 ging am 14. Dezember 2020 in Betrieb, seither konnte die Linie 13 um 20 bis 25 % der Fahrgastzahlen entlastet werden.[7]